# Santiago Baños
Santiago Baños Reynaud (ur. 28 czerwca 1976 w mieście Meksyk) – meksykański piłkarz występujący na pozycji obrońcy, menedżer sportowy, od 2017 roku prezes ds. sportowych Amériki.